# ジョン・ハーマンセイダー
ジョン・ハーマンセイダー（John Hermansader、1915年 – 2005年）は、アメリカ合衆国の画家、グラフィック・デザイナー、ジャズ・ファン。ブルーノート・レコードのレコード・カバーに、独特のデザインを施したことで知られる。

## 生い立ちと教育
ジョン・バンクロフト・ハーマンセイダー (John Bancroft Hermansader) は、1915年11月1日に、ペンシルベニア州レディング近郊に生まれた。1930年代に、テネシー州のメンフィス・アカデミー・オブ・アート (Memphis Academy of Art) やイリノイ州シカゴのニュー・バウハウスに学んだ。ニューヨークでは、ニュースクール大学の前身である the New School of Social Research でロバート・マザーウェルの下で学んだ。

## ジャズ、ブルーノート・レコード、美術
1939年、ハーマンセイダーは、妻のローズマリー (Rosemary) とともに、ニュージャージー州ニューアークでジャズ愛好家たちの集いの場であるホット・クラブ (Hot Club) を創設した。ハーマンセイダーは、その初代会長となった。
1951年、ブルーノート・レコードが10インチ盤を出し始めた際、ハーマンセイダーは、ポール・ベイコンやギル・メレとともに、レーベル最初のデザイナーたちのひとりとなった。モザイク・レコードのマイケル・カスクーナは、後に当時を回想して「ジョン・ハーマンセイダーやポール・ベイコンが本当にやっていたのは、音楽の感覚をひき起させることだった。連中はバウハウスのデザインから、本当に別世界のもののように思えるものまで、何でも使った。」と述べており、さらにアンジェリン・グラント (Angelynn Grant) は「人々がブルーノートのカバーについて思いつくのは、フランク・ウルフの写真とリード・マイルスのデザインよね。でも、彼らが進んだ道を拓いたのはジョン・ハーマンセイダーなのよ。」と語っている。『Blue Note Records: The Biography』の著者Richard Cookは、「ハーマンセイダーによる、写真と文字の独特のバランスは、その後何年も続くブルーノートのこだわりを反映したものになっていた。」と述べている。
「ジョン・ハーマンセイダーは油彩画にも情熱をもって取り組んでおり」、「美しく詩的な抽象表現には、豊かな色彩と動きが満ちていた」とされ、「彼は抽象表現主義の画家であり、ジャズを聴くことから作品のインスピレーションを得ていた」とも言われている。彼の作品は、1951年から1958年にかけてロングアイランドのサンクン・メドウ (Sunken Meadow) の現代美術ギャラリー (Gallery of Contemporary Art) に展示され、1956年にはパノラス・ギャラリー (Panoras Gallery)、1958年にはアートUSA (Art USA) にも展示された。彼の作品は、ペンシルベニア州のシュウェンクフェルダー美術館に所蔵されているほか、何人ものコレクターたちの個人蔵となっている。

## おもなアルバム・カバー
- ジ・アメイジング・バド・パウエル Vol.1、Vol.2、ブルーノート、12” LP
- カフェ・ボヘミアのジャズ・メッセンジャーズ Vol.1、Vol.2、ブルーノート、12” LP
- マイルス・デイヴィス・オールスターズ Vol.1、Vol.2、ブルーノート、12” LP
- Horace Silver Quintet: Blue Note, 10” LP
- Jay Jay Johnson, vol. 1 & 2: Blue Note, 12” LP

## 参考資料
- Jazz Album Covers – The Rare and the Beautiful, Manek Daver
- Jazz Graffico – Disaño y Fotografía en el Disco de Jazz 1940–1968, Ivam Centre Julio González